# キッズトランスフォーマー レスキューヒーロー ゴーボッツ
『キッズトランスフォーマー レスキューヒーロー ゴーボッツ』とは、トランスフォーマー（以下、TFと略）シリーズの一つ。幼児向けに開発された玩具のみの企画である。2003年商品展開。

## 解説
レスキューヒーロー ゴーボッツは「まち」、「もり」、「そら」で活躍するレスキューロボットたちという設定で、各製品のパッケージ中敷はジオラマになっており、連結して遊ぶことができる。
海外では日本に先がけ2002年にHasbro社の幼児向けブランドPlayskoolより『Big Adventures Transformers』として販売された。簡略化された変形や丸みを帯びた可愛らしいデザインが特徴で、高額商品では音声ギミックも備えた触って楽しむという玩具の原点に戻った作品群である。
日本版ではこれにTonka社の『1-2-3 Transformers』の製品を加え、同シリーズのロイ(Rescue Roy)をリーダーとして再編成している。
日本国内展開は1年程度で終了したが、海外では2003年より『Transformers Go-Bots』として新展開を見せ2004年まで継続した。Go-Bots版のエンブレムは従来と異なりGの文字をシンボル化した新規のものになっている。
海外版はBig Adventures、Go-Bots共に状況に応じてビークル/ビースト形態を変えられるという設定のため、キャラクター1人につき形態の異なる複数の商品が販売されたのも特徴である。

## キャラクター

### まちのゴーボッツ
- GO－05 ブルドーザー ベック/Strong-Bot
ブルドーザーに変形。
- GO－06 きゅうきゅうしゃ ロバート/Fire-Bot
救急車に変形。GO－08 テッド改修。商品説明では救急車だが実際はファイヤーチーフ。
- GO－07 ポリスカー スミス/Prowl-Bot
ポリスカーに変形。GO－06 ロバートのリカラー。
- GO－08 スポーツカー テッド/Speed-Bot
赤いスポーツカーに変形。
- GO－09 F1カー ポール/Mirage-Bot
F-1カーに変形。音声内蔵。
- GO－10 パトカー ピート/Policeman Pete(1-2-3 Transformers)
パトカーに変形。音声内蔵。
- GO－14 レースカーキッド/Aero-BotⅡ
青いレースカーに変形。GO－06 ロバートのリカラー。
- GO－15 インディーカー ポールJr./Speed-BotII
インディーカーに変形。音声内蔵。GO－09 ポールの仕様変更。
- GO－16 ダンプカー ゴング/Strong-Bot(Dump Truck)
ダンプカーに変形。
- GO－18 しょうぼうしゃ ロイ/Rescue Roy(1-2-3 Transformers)
消防車に変形。最高額商品。海外版は音声内蔵だが日本版では削除された。
- GO－19 ローラー車 ランディー/Scrap-Bot
ローラー車に変形。GO－05 ベックの改修品で日本オリジナル。海外ではブルドーザー仕様のままScrap-Botとして発売。

### もりのゴーボッツ
- GO－01 ゴリラ マックス/Gorillabot
ゴリラに変形。
- GO－02 ハチ ビリー/Buzzer-Bot
ハチに変形。
- GO－03 チーター チャック/Cheetor
チーターに変形。
- GO－04 きょうりゅう グレッグ/Reptron
恐竜に変形。
- GO－17 トラ ジョージ/Tigertron
トラに変形。GO－03 チャックのリカラー。

### そらのゴーボッツ
- GO－11 ヘリコプター チョッパー/Charlie Chopper(1-2-3 Transformers)
ヘリコプターに変形。音声内蔵。

- GO－12 ひこうき マイケル/Aero-Bot
青い飛行機に変形。音声内蔵。
- GO－13 ジェット機 J・J（ジェージェー）/Silverbolt II (パッケージ表記はSilverbolt)
飛行機に変形。音声内蔵。